# Lukács László (miniszterelnök)
Erzsébetvárosi Lukács László (Zalatna, Alsó-Fehér vármegye, 1850. november 24. – Budapest, 1932. február 23.) miniszterelnök, jogász, bányatulajdonos, politikus.

## Életrajza
Az erdélyi Örmény nemesi Lukács  család leszármazottja. Apja Lukács Dávid bányatulajdonos volt, Lukács Béla ugyanazon örmény eredetű családból származott, mely 1760-ban Mária Teréziától nyert nemességet. A gimnázium felsőbb osztályait és a jogot Kolozsvárt végezte. Tanuló korában és azután is nagyobb utazásokat tett Ausztriában, Észak- és Dél-Németországban, Franciaországban és Belgiumban. 1874-ben kinevezték rendkívüli tanárnak a győri királyi jogakadémiához, de miután testi ereje a folytonos előadások terhét el nem viselhette, két évi tanársága után 1876-ban felmentését kérte. Apjának 1877-ben bekövetkezett halála után Zalatnán bányaművei vezetését vette át.
Az 1878. évi választások alkalmával a magyarigeni kerület megválasztotta képviselőjévé és ez országgyűlésen tagja volt az erdőtörvény megalkotására kiküldött külön bizottságnak, továbbá a zárszámadási bizottságnak és részt vett az állami számvevőszék szervezéséről szóló törvény készítésében. Ugyanazon kerületet később is képviselte.
1885-ben már a pénzügyi bizottság sorolta őt tagjai közé. Távozásakor a zárszámadási bizottság nevében Prileszky Tádé, akkori elnök aranytollal lepte meg a bucsuzó előadót.
1887–1891 között pénzügyminisztériumi tisztviselő 1893. január 21. és 1895. január 15. között pénzügyminisztériumi államtitkár. 1895. január 15. és 1905. június 18. között pénzügyminiszter. Hivatalos minőségében szerzett érdemei elismeréseül 1891-ben a Lipót-rend középkeresztjét kapta. 1896. április 24-én belső titkos tanácsos lett. 1897. október 21-én az I. osztályú vaskorona-rendet, 1899. februárban a Lipót-rend nagykeresztjét kapta. Minisztersége alatt több vidéki város megválasztotta díszpolgárává.
1903-ban mint miniszteri tanácsos homo regius. 1909. december 23-án kijelölték miniszterelnöknek, azonban január elejéig folytatott kormányalakítási kísérlete nem járt eredménnyel, így 1910. január 17-én Khuen-Héderváry Károly alakíthatta meg második kormányát. 1910. január 17. és 1912. április 22. között pénzügyminiszter. 1911. május 5. és 1911. október 18. között egyúttal kereskedelemügyi miniszter is.
1912. április 22. és 1913. június 10. között miniszterelnök, belügyminiszter és a király személye körüli miniszter. Rövid ideig tartó miniszterelnöksége idején zaklatott légkör uralkodott: ekkor történt Tisza István elnöklete alatt a képviselőházi obstrukció kíméletlen elfojtása, a véderőtörvény erőszakos megszavazása és a „vérvörös csütörtök”.
1912 szeptemberében Désy Zoltán függetlenségi párti képviselő azzal vádolta meg a Nemzeti Munkapártot, hogy lopás útján került hatalomra, Lukácsot pedig „Európa legnagyobb panamistájának” nevezte. A miniszterelnök rágalmazási pert indított Désy ellen, amelynek során kiderült, hogy pénzügyminisztersége idején állami üzletek után mintegy 4,5 millió koronát vett fel a Magyar Banktól, amit az 1910. évi képviselőválasztások költségeinek fedezésére befizetett a Nemzeti Munkapárt kasszájába. Miután a pert elvesztette, Lukács kormányával együtt lemondott. 1910–1918 között a Tisza István által alapított Nemzeti Munkapárt elnöke volt. 1912. március 10-én Munkács díszpolgárává választották.
A Magyarországi Tanácsköztársaság bukása után Heinrich Ferenccel közösen a Munkapárt egy modernizált programjával Nemzeti Középpárt néven indult az 1920-as választásokon, ahol várakozásaikkal ellentétben mindössze 1,67%-os eredményt értek el, s így a parlamenten kívülre kerültek; pártjuk pedig szétszéledt. Ekkor Nemzeti Polgári Párt néven új párt szervezésébe fogtak, ami az 1922-es választásokon két mandátumot szerzett (Heinrich és Szentpáli István). A párt Heinrich 1925-ös halálát követően csakhamar szétesett, a soron következő, 1926-os választásokon már nem is indult.
Lukácsot Horthy 1927-ben korábbi érdemei és tevékenysége elismeréséül a parlament felsőházának tagjává nevezte ki, ahol aztán egészen 1932-es haláláig tevékenykedett.

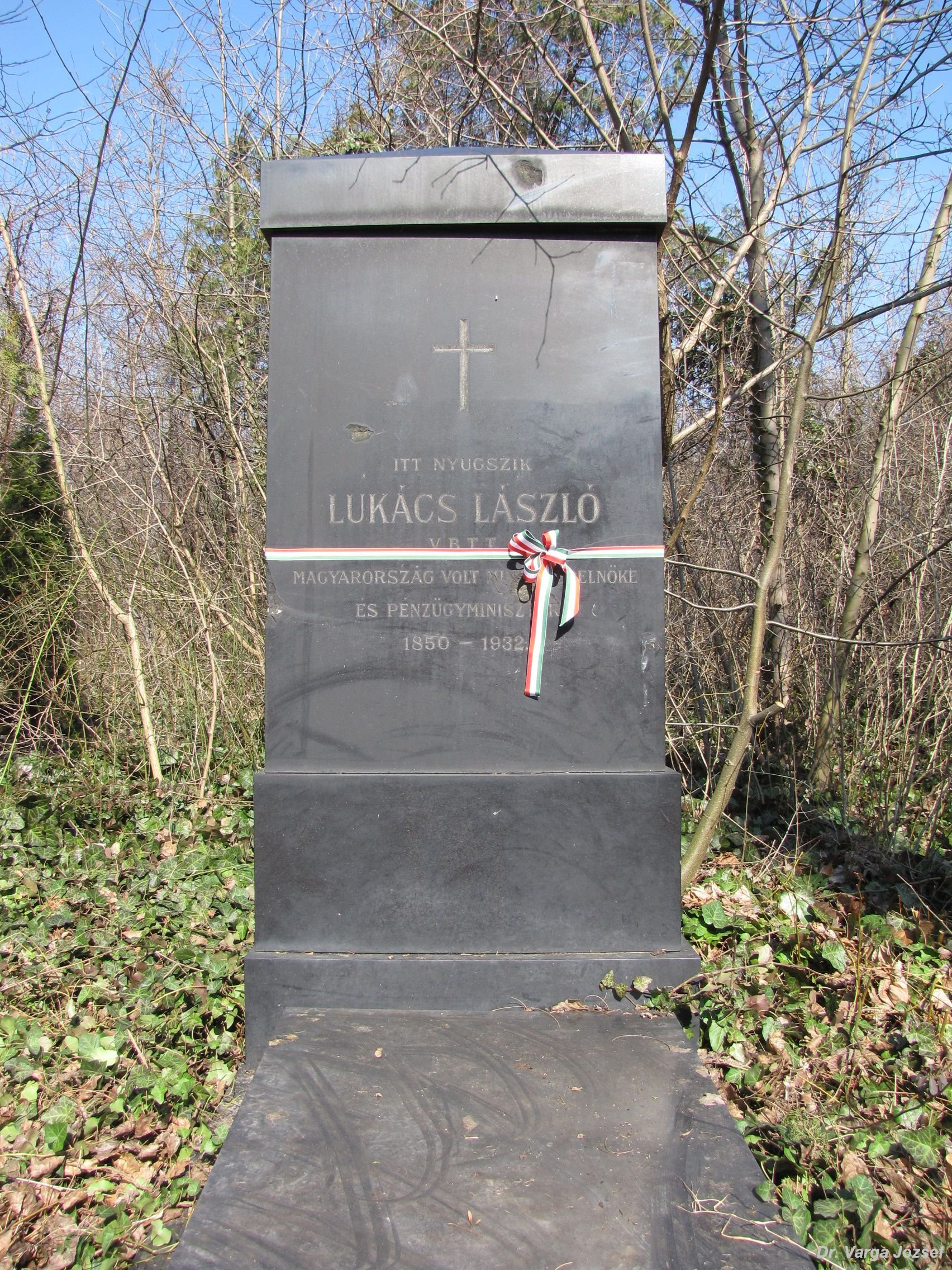
Síremléke a Fiumei úti sírkertben [46-1-99].

Az országos bányászati és kohászati egylet tiszteletbeli elnöke lett. Vezérigazgatója volt egy bányatársulatnak, továbbá alelnöke az erdélyi jelzálogbanknak és igazgatója a budapesti központi takarékpénztárnak.

## Munkája
- Az Erdélyi nemesfém-bányászat jelene és jövője. Budapest: Athenaeum Irodalmi és Nyomdai R.-T. 1879.   75. o. arch Hozzáférés: 2022. november 13. (PDF, 23,3 MB)